# 西霍普金頓 (新罕布什爾州)
西霍普金頓（英語：West Hopkinton）是位於美國新罕布什爾州梅里馬克縣的非建制地區。

## 歷史
西霍普金頓的郵局於1857年設立，其後於1972年停運。

## 地理
西霍普金頓所處的海拔為高於海平面113米（即371英呎），而該地所採用的時區為UTC-5，即北美东部时区（EST）。同時該地設有夏令時間，為UTC-5調快一小時，即UTC-4（EDT）。